# Menjagrà blau
El menjagrà blau (Volatinia jacarina) és un ocell de la família dels tràupids (Thraupidae) i única espècie del gènere Volatinia Reichenbach, 1850.

## Hàbitat i distribució
Habita zones obertes, brossa, sabana, vegetació secundària i terres de conreu de les terres baixes des de Mèxic fins Panamà, i des de Colòmbia, Veneçuela, incloent l'illa Margarita, Trinidad, Tobago, i les Guaianes cap al sud, per l'oest dels Andes, fins al nord-oest de Xile i, a través de l'est de l'Equador, est del Perú, Bolívia i Brasil fins Paraguai i nord de l'Argentina. També a l'illa de Granada.